# Operação Tarja Preta
Operação Tarja Preta foi a ação e investigação deflagrada pelo Ministério Público Estadual de Goiás no dia 15 de outubro de 2013 com 38 mandados de prisão, 37 de condução coercitiva e 48 mandados de busca e apreensão, buscando desarticular uma quadrilha que negociava a venda de medicamentos superfaturados em 20 prefeituras goianas.

## Investigações e modo de operação
As investigações começaram em 2012, com a quadrilha suspeita de formação de cartel, peculato, corrupção, indevida dispensa de licitação, falsificação de documentos e de lavagem de dinheiro. O esquema criminoso teria levado a prejuízos de 15 milhões de reais.
A base da quadrilha era formada por seis empresas do ramo de medicamentos sediadas em Goiânia, que faziam uma espécie de loteamento de licitações em Goiás para a venda de produtos superfaturados. Em troca do financiamento de campanha, os futuros prefeitos garantiam exclusividade às empresas, a própria quadrilha montava o edital e definia critérios que restringiam os concorrentes, além de operar em casos de emergência, quando era dispensada de licitação.

## Detidos
No grupo consta a participação de doze prefeitos, secretários municipais, empresários e advogados.

### Prefeitos detidos
Os doze prefeitos tiveram mandatos de prisão temporária expedidos para cinco dias e levados para o núcleo de custódia de Goiânia:
- Aurélio Mendes (PSDB) de Aragarças
- Delson José Santos (PSDB) de Carmo do Rio Verde
- Zilmar Alcantâra (PTB) de Inaciolândia
- Janduhy Diniz (PSDB) de Rialma
- Glimar do Prado (PP) de Uruana
- Romário Vieira da Rocha (PR) de Corumbaíba
- Marcos Roger Garcia Reis (PMDB) de Cromínia
- Neldes Beraldo Costa (PT) de Perolândia
- Sinomar José do Carmo (PMDB) de Aloândia
- Fausto Brito Luciano (PSDB) de  Araguapaz
- Otair Teodoro Leite (PSDB) de Piranhas.

Em Pires do Rio foi efetuada a prisão do ex-prefeito Luiz Eduardo Pitaluga da Cunha (PSD), que havia sido cassado em 17 de setembro do mesmo ano.
Em maio de 2014, o processo continuava contra 59 pessoas, mas somente um dos prefeitos continuava afastado da prefeitura: o prefeito de Uruana, Glimar do Prado. Todas as compras de medicamento haviam sido suspensas e os bens dos envolvidos bloqueados.